# Вангеліс Меймаракіс

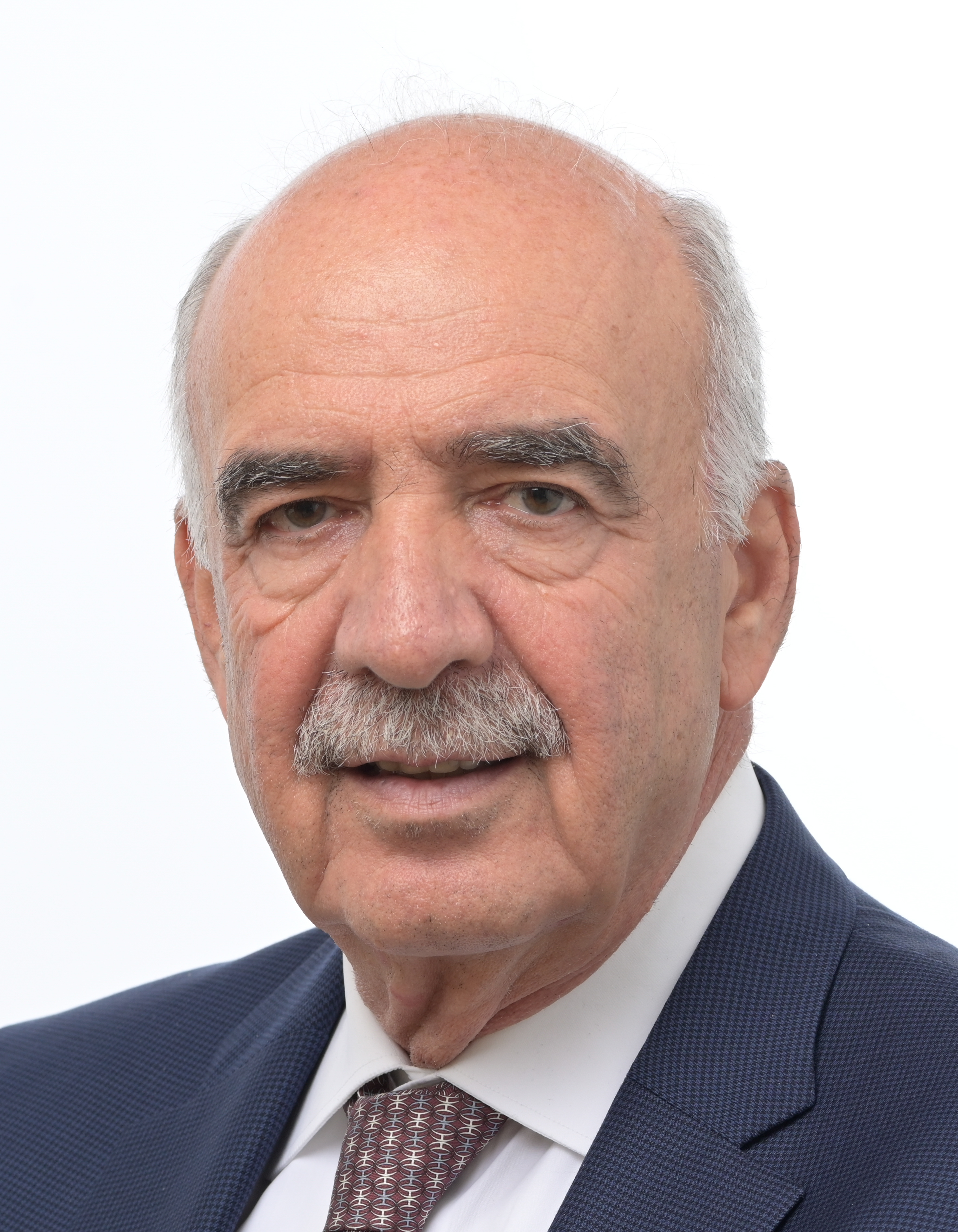
Вангеліс Меймаракіс

Евангелос «Вангеліс» Меймаракіс (грец. Ευάγγελος «Βαγγέλης» Μεϊμαράκης; нар. 14 грудня 1953, Афіни, Греція) — грецький юрист і політичний діяч, колишній міністр національної оборони Греції. З 29 червня 2012 є спікером парламенту Греції.

## Біографія
Приєднався до «Нової демократії» в 1974 році. Брав участь у Студентському політичному союзі. Депутат парламенту Греції з 1989 року. Обіймав посаду заступника міністра культури (з питань спорту) з 1992 до 1993. Генеральний секретар «Нової демократії» до свого призначення на посаду міністра оборони 15 лютого 2006 (до 7 жовтня 2009).
Одружений, має двох дочок.